# Briefmarkenaffäre von Apollo 15
Als Briefmarkenskandal von Apollo 15 ist ein Vorfall bekannt, bei dem sich einige Monate nach dem Flug von Apollo 15 zum Mond herausstellte, dass die drei Astronauten David Scott, James Irwin und Alfred Worden ohne Genehmigung Briefumschläge mit ins All genommen hatten, die später als Sammlerstücke verkauft wurden. Der Vorfall sorgte für strengere Regeln, was Astronauten mit an Bord nehmen durften.

## Genehmigte und ungenehmigte Umschläge
Mittelsmann zwischen den Astronauten und dem Briefmarkenhandel war Horst Walter Eiermann, ein Amerikaner deutscher Herkunft, der als Vice President des Dyna-Therm-Konzerns Zulieferer des Kennedy Space Center war und mit vielen Astronauten eng befreundet war. Die Idee, Briefumschläge und Briefmarken zum Mond zu bringen und anschließend zu verkaufen, stammte von dem deutschen Briefmarkenhändler Hermann Walter Sieger aus Lorch. Er war der Sohn des Briefmarkenhändlers Hermann E. Sieger und lernte Eiermann 1970 kennen.
Im Frühling 1971 schlug Eiermann zuerst Scott, später Worden und Irwin vor, für ihn 100 Briefumschläge zum Mond mitzunehmen. Die Astronauten bestanden darauf, dass diese Briefe bis zum Ende des Apolloprogramms aufbewahrt würden, und danach nur privat angeboten würden. Eiermann bot daraufhin dreimal 7000 Dollar in Form von Sparbüchern an. Die drei Astronauten stimmten zu und beschlossen, 300 weitere Umschläge mit zum Mond zu nehmen.
Astronauten der NASA war es erlaubt, einige persönliche Gegenstände mit auf ihre Raumflüge zu nehmen, wobei es nicht gestattet war, sie später als Souvenirs zur persönlichen Bereicherung zu verkaufen. Sämtliche Gegenstände mussten vorher in einer Liste aufgeführt und genehmigt werden.
Als Apollo 15 am 26. Juli 1971 startete, führten die Astronauten 243 genehmigte Briefumschläge bei sich, darunter auch einer, der auf dem Mond von Scott abgestempelt wurde, und ein von Orville Wright signierter Umschlag aus dem Jahre 1928. Weitere 144 Umschläge waren ebenfalls genehmigt und von Worden transportiert.

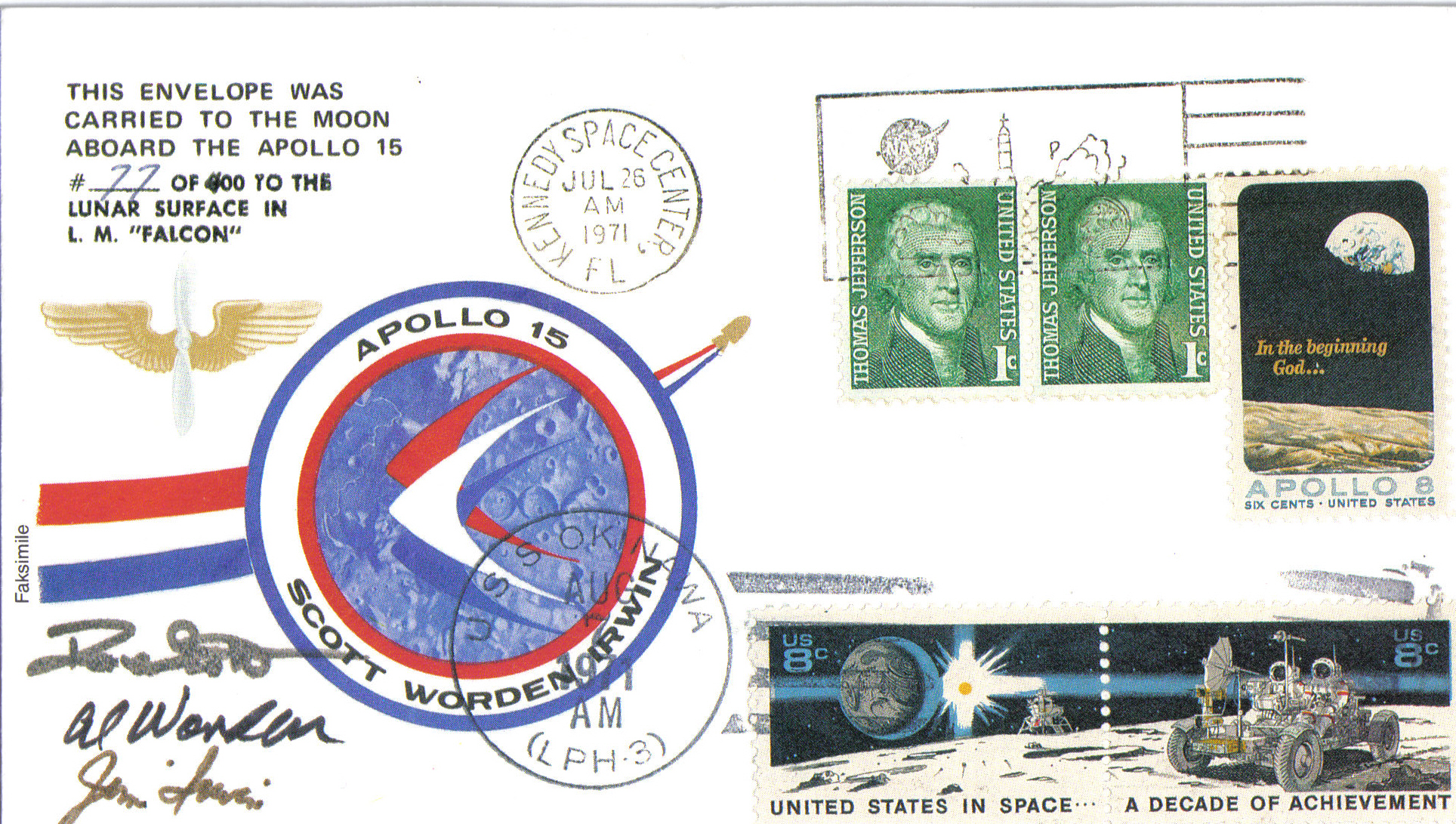
Faksimile des Mondbriefes

100 davon waren von F. Herrick, einem Freund Wordens, mit einem Apollo-15-Sonderstempel versehen worden. Außerdem waren noch 87 Umschläge mit an Bord, die eigentlich für den Apollo-12-Flug vorgesehen waren, aber dann doch nicht mitgenommen wurden. Irwin trug diese Umschläge mit sich und gab sie nach dem Flug an Barbara Gordon, die Ehefrau des Apollo-12-Piloten Richard Gordon. Daneben wurden auch 398 ungenehmigte von Scott in einer Tasche seines Raumanzugs transportiert. Sie trugen eine Apollo-11-Sondermarke von 10 Cent, die am Abflugtag im Kennedy Space Center abgestempelt worden war. Diese Umschläge wurden keineswegs an Bord geschmuggelt, sondern wie auch die genehmigten Gegenstände vom Bodenpersonal verpackt. Wären diese 398 Umschläge auf der Liste gewesen, so hätte man sie wohl routinemäßig ebenfalls genehmigt.

## Nach der Landung
Apollo 15 landete am 7. August 1971 im Pazifik, die Astronauten wurden an Bord der Okinawa gebracht. Dort klebten sie sowohl auf die 398 ungenehmigten als auch auf die 144 genehmigten Umschläge zwei 8-Cent-Marken, die dann vom Postamt des Schiffes noch am gleichen Tag abgestempelt wurden. Somit trugen die Umschläge Datumsstempel von Start- und Landetag der Mission. Scott, Worden und Irwin signierten diese Umschläge auf dem Flug von Hawaii nach Houston. 16 der genehmigten Umschläge wurden dabei beschädigt und weggeworfen.
Auf den ungenehmigten Umschlägen wurde später handschriftlich hinzugefügt „Gelandet bei Hadley, Mond, 30. Juli 1971, Dave Scott, Jim Irwin“. Die 100 Umschläge, die Eiermann versprochen waren, bekamen noch ein maschinengeschriebenes Zertifikat: „Hiermit wird bestätigt, dass dieser Umschlag an Bord der Falcon war in den Hadley Appeninnen, Mond, 30. Juli bis 2. August 1971“, das von einem Notar unterschrieben wurde.
Am 2. September schickte Scott die 100 vereinbarten und zertifizierten Umschläge zu Eiermann, der zu dieser Zeit in Stuttgart war. Eiermann reichte sie an Sieger weiter. Sieger bezahlte dafür eine unbekannte Summe und bot die Umschläge öffentlich zum Kauf an. Später gab er an, nicht gewusst zu haben, dass die Umschläge erst nach Ende des Apollo-Programms verkauft werden sollten. Im November 1971 waren 99 davon bereits verkauft, bei einem durchschnittlichen Preis von 4850 DM. Als Scott davon erfuhr, bat er Eiermann telefonisch darum, den weiteren Verkauf zu unterbinden und die verbleibenden Umschläge zurückzuschicken.
In der Zwischenzeit hatte Eiermann für jeden der Astronauten 7000 Dollar, nach manchen Quellen 6000 Dollar, auf deutsche Sparkonten einbezahlt. Im Februar 1972 entschieden Scott, Irwin und Worden, das Geld nicht anzunehmen. Eiermann bot daraufhin an, dass jeder der Astronauten ein Sammleralbum erhalten solle. Nach anfänglicher Zustimmung wurde im April 1972 auch dieses Angebot abgewiesen.
Worden gab 28 von seinen verbliebenen 128 Umschlägen an verschiedene Freunde, die restlichen 100 an seinen Freund Herrick, davon 28 für Herrick selbst, 12 für Herricks Sohn und 60 zur Aufbewahrung. Herrick hatte einige seiner Umschläge verkauft und damit 7175 Dollar eingenommen.

## Die Untersuchung
Als die NASA im Juni 1972 von dieser Affäre erfuhr, beschlagnahmte sie sowohl die restlichen 298 Umschläge als auch die 60 Umschläge, die Worden bei Herrick aufbewahren ließ, und leitete eine förmliche Untersuchung ein.
Die NASA mahnte die drei Astronauten ab und bescheinigte ihnen „mangelndes Urteilsvermögen“, wobei sich „ihre Handlungen auf zukünftige Nominierungen auswirken“ sollten. Somit war die aktive Raumfahrtkarriere für Scott, Worden und Irwin beendet. Dies wurde am 15. September 1972 in einer 18-seitigen Pressemitteilung der NASA veröffentlicht, die auch neue Anweisungen enthielt: Von nun an waren pro Astronaut nur noch zwölf Gegenstände mit einem Gesamtgewicht von weniger als 230 g (ein halbes amerikanisches Pfund) erlaubt. Die Gegenstände mussten vom Leiter der NASA genehmigt werden und durften keinesfalls kommerziell verwendet werden. Die Liste der Gegenstände wurde nach dem Flug veröffentlicht.
Das Weltraum-Komitee des US-Senats befasste sich ebenfalls mit dieser Angelegenheit. Da aber keine Gesetze übertreten worden waren, sondern nur NASA-interne Anweisungen, bestand kein Handlungsbedarf. Es stellte sich heraus, dass schon bei früheren Raumflügen ungenehmigte Gegenstände mitgeführt worden waren.

## Nicht genehmigte Uhr
Während der Untersuchung kam zudem heraus, dass Scott ohne Genehmigung eine Armbanduhr mit an Bord genommen und während eines Mondspaziergangs über seinem Raumanzug angelegt hatte, nachdem seine zur Ausrüstung gehörende Uhr defekt geworden war. Die NASA gab den Hersteller der Uhr nicht bekannt, weil dieser dadurch nicht noch zusätzliche Publicity erhalten sollte. Es handelte sich um einen Chronographen von Bulova, den Scott 2015 für knapp 1,6 Millionen Dollar verkaufte.

## Auswirkungen auf die Astronauten
Schon kurz nach der Landung war die komplette Mannschaft von Apollo 15 als Ersatzmannschaft für den letzten Mondflug Apollo 17 eingeteilt worden. Nachdem jedoch ihre Verbindung mit dem Briefmarkenhandel bekannt geworden war, wurden Scott, Worden und Irwin am 23. Mai 1972 wieder von der Liste gestrichen.
Irwin schied am 31. Juli 1972 aus der NASA aus.
Worden wechselte an das Ames Forschungszentrum in Kalifornien und verließ die NASA im September 1975. Scott wurde Leiter des Dryden Flight Research Center an der Edwards Air Force Base. Er verließ die NASA im Oktober 1977.
Ein weiterer Astronaut, Jack Swigert, soll ebenfalls in einen Briefmarkenhandel mit Sieger verwickelt gewesen sein. Zwar hatte er keine Umschläge an Bord von Apollo 13 genommen, schließlich war er erst wenige Tage vor dem Start in die Mannschaft genommen worden, doch hatte er angeblich Briefmarkenblöcke für Sieger signiert. Zu diesem Fall gibt es offenbar keine offizielle Stellungnahme der NASA; es gibt Gerüchte, nach denen Swigert für den Apollo-Sojus-Flug in Frage gekommen war, dann aber vom NASA-Management abgelehnt wurde.

## Verbleib der Briefe
Im Januar 2019 wurde auf der Messe „Antik & Kunst“ in Sindelfingen einer der Briefe gezeigt. Er sollte im März mit einem Startgebot von 22.000 Euro versteigert werden. Zu diesem Preis wurde jedoch kein Gebot abgegeben.
In der ZDF-Sendung Bares für Rares vom 9. Mai 2022 wurde ein solcher Brief für 2.000 Euro versteigert.